# Československý státní film
Československý státní film byl státní podnik existující v Praze 5 na Barrandově v době 1948 až 1956. Pak byl nahrazen státním podnikem Československý film.

## Předchůdce
Na Barrandově existovalo Filmové studio Barrandov od roku 1931 pod firmou AB. O jeho výstavbu i okolního areálu se zasloužila rodina Havlova (zde zejména Miloš Havel). Od roku 1933 se zde točily první filmy. V letech 1941–1944 firmu AB Havlových nahradila společnost Pragfilm podléhající plně nacistické správě a areál byl rozšířen o další haly. Po osvobození Československa byl areál dekretem č.50/1945 prezidenta E. Beneše znárodněn a v roce 1948 byl vytvořen podnik Československý státní film.

## Vlastní existence a zánik
Z pravomoci podniku byla roku 1957 vyjmuta kina, došlo ke zřízení dalších podniků, zejména pak Ústřední půjčovny filmů. Státu podléhající Československý státní film byl zrušen a nahrazen obdobným státním podnikem Československý film. Po roce 1990 byl filmový průmysl privatizován.